# Trimstein
Trimstein är en ort och tidigare kommun i kantonen Bern i Schweiz.
Sedan den 1 januari 2013 ligger orten i kommunen Münsingen.